# Levi Morton
Levi Parsons Morton (ur. 16 maja 1824 w Shoreham, zm. 16 maja 1920 w Rhinebeck) – amerykański polityk, działacz Partii Republikańskiej, 22. wiceprezydent Stanów Zjednoczonych.
W latach 1879–1881 zasiadał w Izbie Reprezentantów Stanów Zjednoczonych. W latach w 1881–1885 był ambasadorem Stanów Zjednoczonych we Francji. Został wyznaczony jako kandydat Partii Republikańskiej na wiceprezydenta przy kandydującym na prezydenta Benjaminie Harrisonie w 1888; po zwycięstwie wyborczym sprawował ten urząd przez 1 kadencję (od 4 marca 1889 do 4 marca 1893). W latach 1895–1897 sprawował funkcję gubernatora stanu Nowy Jork.